# Coming Out (film, 2019)
Pour les articles homonymes, voir Coming out (homonymie).
Pour plus de détails, voir Fiche technique et Distribution.
Coming Out est un documentaire français réalisé par Denis Parrot, sorti en 2019.

## Synopsis
Le film est un montage de vidéos filmées par des jeunes au moment de leur coming out,,.

## Récompense
En 2018, le film a obtenu la récompense Wolny Duch au Festival international du film de Varsovie,.